# 가도변사처
가도변사처(街道辦事處)는 중화인민공화국에 존재하는 거주자에 의한 자치 조직 또는 행정의 말단 기관이다. 2004년 12월 31일을 기준으로 5,904개에 이른다.

## 역할
- 관할구역의 사회의 사무.
- 공공 사업을 계획·지휘.

## 같이 보기
- 진
- 향